# Singapore Darts Masters 2014
De Singapore Darts Masters in 2014 was de eerste, en tevens laatste editie van dit toernooi. Dit was tevens het eerste PDC-toernooi ooit in Azië. Het toernooi werd gewonnen door de Nederlander Michael van Gerwen door in de finale met 11-8 te winnen van de Australiër Simon Whitlock.

## Deelnemers
- Michael van Gerwen
- Phil Taylor
- Simon Whitlock
- Peter Wright
- Dave Chisnall
- James Wade
- Raymond van Barneveld
- Andy Hamilton

## Kwartfinale
De kwartfinale partijen werden gespeeld over een format van best of 19 legs.
| Speler 1           | Uitslag | Speler 2              |
| ------------------ | ------- | --------------------- |
| Peter Wright       | 4-10    | James Wade            |
| Simon Whitlock     | 10-6    | Raymond van Barneveld |
| Phil Taylor        | 6-10    | Dave Chisnall         |
| Michael van Gerwen | 10-4    | Andy Hamilton         |

## Halve Finale
De halve finales werden gespeeld over een format van best of 21 legs.
| Speler 1           | Uitslag | Speler 2       |
| ------------------ | ------- | -------------- |
| Dave Chisnall      | 6-11    | Simon Whitlock |
| Michael van Gerwen | 11-9    | James Wade     |

## Finale
De finale van dit toernooi werd net als de halve finale's gespeeld over een format van best of 21 legs.
| Speler 1           | Uitslag | Speler 2       |
| ------------------ | ------- | -------------- |
| Michael van Gerwen | 11-8    | Simon Whitlock |